# Più italiane di me
Più italiane di me è un album di Orietta Berti pubblicato nel 1972 da Polydor.

## Il disco
Il disco, prodotto da Aldo Cazzulani, è stato arrangiato dal maestro Mario Battaini e raccoglie 24 brani musicali folk italiani. Il disco è stato registrato nei giorni 26, 27 e 28 aprile e 2, 3, 4 e 5 maggio del 1972 ai Phonogram Studios di Milano.
L'album è stato pubblicato dalla Polydor nei formati LP, musicassetta e cartuccia Stereo 8.
Il canto popolare Mamma mia dammi cento lire, nella versione interpretata da Orietta Berti, a differenza di quello della versione interpretata da Gigliola Cinquetti, è l'unico a non avere gli strumenti musicali.

## Tracce
1. Teresina imbriaguna (L'uva fogarina) – 2:00
2. Come porti i capelli bella bionda – 1:30
3. Addio morettin ti lascio – 2:10
4. La bevanda sonnifera – 1:52
5. La bella Gigogin – 1:10
6. La biondina in gondoeta – 1:25
7. La monferrina – 1:42
8. Mamma mia dammi cento lire – 1:56
9. Tutti mi chiamano bionda – 2:30
10. Reggio Emilia – 1:32
11. Martino e Marianna – 2:18
12. Polenta e bacalà – 2:47
13. Sento il fischio di vapore – 2:10
14. Angiolina bell'Angiolina – 1:22
15. Dammi un riccio – 2:42
16. La bella campagnola – 1:43
17. La rugiada la si alza – 3:30
18. Bionda bella bionda – 1:47
19. Ma va là ti cuntadin – 0:45
20. Il cielo è una coperta ricamata – 2:20
21. Romagna mia – 1:56
22. Meglio sarebbe – 2:22
23. La Marianna – 1:26
24. A mi'm pias cul Giuanin – 0:54

Durata totale: 45:49

## Musicisti
- Mario Battaini - arrangiamenti, direzione d'orchestra
- Aldo Cazzulani - produzione
- Davide Marinone - missaggio
- Michele Muti - assistenza di studio